# باسل شعبان
باسل شعبان (من مواليد 27 مارس 1980 في بيروت) هو سائق سباق لبناني، نشأ في أبوظبي.

## سباق مبكر
بدأ شعبان السباقات في لبنان وهو في الرابعة عشرة من عمره، في مركز «حلبة أبطال الكارتينغ» بالقرب من برمانا، وفي النهاية شق طريقه لقيادة عربات ثنائية الأشواط.

## التسابق في الجامعة
بينما كان طالباً في جامعة كاليفورنيا بيركلي بدأ السباق في منطقة شمال كاليفورنيا إلى جانب دراسته، وعلى مدى سنوات قليلة فاز بالعديد من السباقات، ونال شعبانالبكالوريوس في الفيزياء الفلكية من بيركلي. [بحاجة لمصدر]

## الدخول في سيارات فورمولا
بعد التخرج من بيركلي بدأ شعبان في عام 2004 في سباق «فورمولا رينو 2000» في الولايات المتحدة الأمريكية و«فورمولا فورد 1800» في المملكة المتحدة، وأصبح أول عربي يفوز بسباق «فورمولا فورد 1800» في أوروبا. [بحاجة لمصدر]

## سباق الجائزة الكبرى A1
كان شعبان أحد سائقي فريق A1 Team Lebanon للموسم الأول من سباق الجائزة الكبرى 2005–06 ‏، إلى جانب خليل بشير والأمريكي جراهام رحال، لم يسجل أي من السائقين أي نقاط لكن شعبان سجل أعلى مركز في لبنان في هذا الموسم في سباق الميزة في إستوريل حيث حقق المركز الحادي عشر من أصل 24.
افتتح شعبان موسم A1 Team Lebanon في الموسم الثاني عندما شارك في افتتاح موسم A1GP سباق الجائزة الكبرى 2006–07 ‏ في زاندفورت هولندا.

## سباق الفورمولا 3

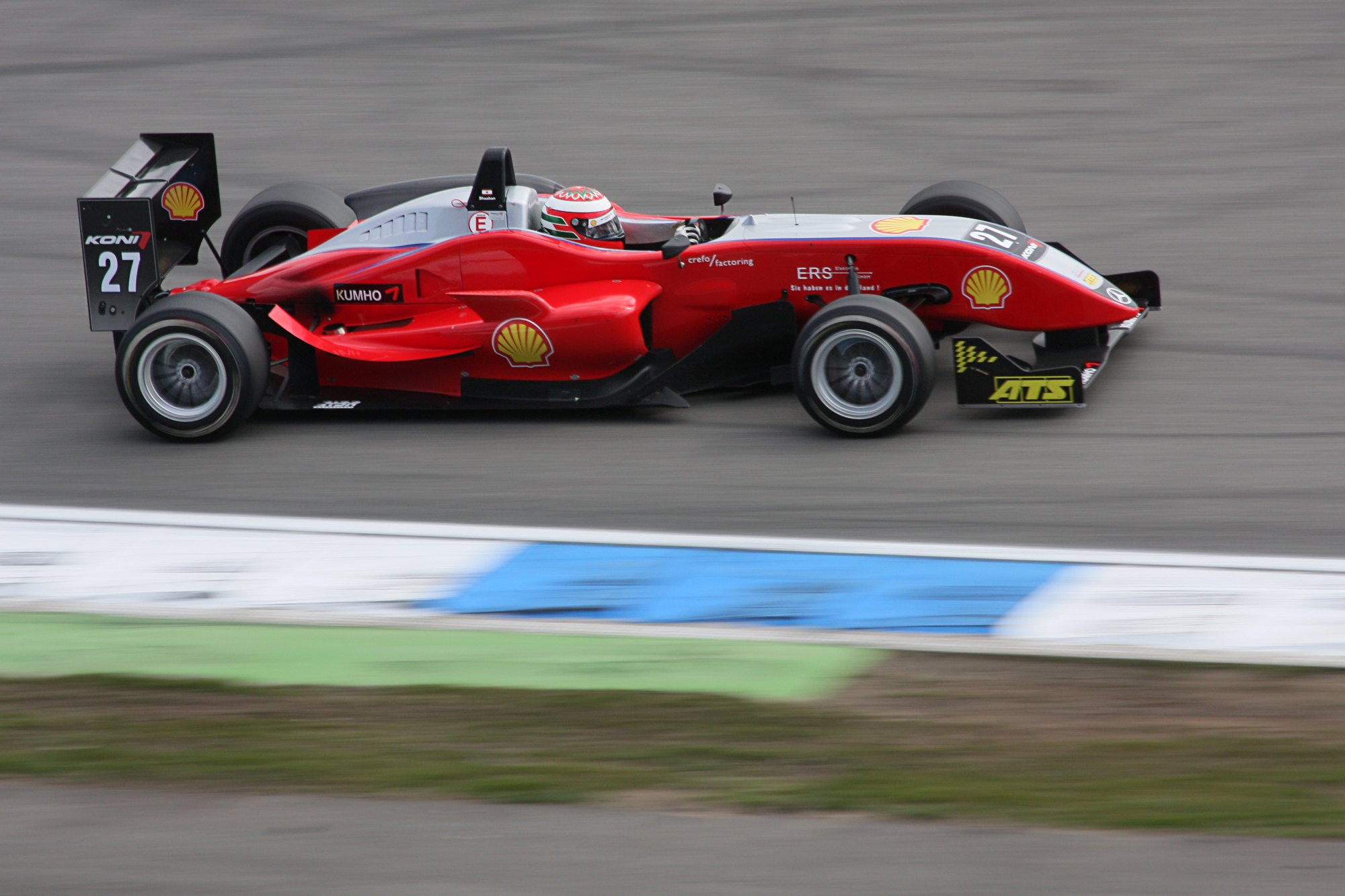
شعبان خلال الجولة الافتتاحية لموسم 2009 للفورمولا 3 يوروسريز في هوكنهايم.

تنافس شعبان في بطولة أوروبا للفورمولا 3 ابتداء من عام 2007 وهو أول موسم كامل له في سباق السيارات، حيث أمضى أول موسمين له (2007-2008) في HBR Motorsport، قبل الانتقال إلى فريق بريما باورتم ‏ لموسم 2009 ‏. حصل شعبان في سباقه الخامس والخمسين على كل من «الأوائل العشرة» والمركز السابع في Euroseries في برشلونة.
في السباق الثاني بدأ من الصف الأول بسبب نظام الشبكة العكسي للسلسلة في المراكز الثمانية الأولى في السباق الأول، على الرغم من تمريره من قبل ألكساندر سيمز، إلا أنه أحرز المركز الثالث، وفي عام 2009 أحرز المركز الثاني عشر في قادة فورمولا 3 في زاندفورت.

## نتائج سباق الجائزة الكبرى A1
(مفتاح) (تشير السباقات المكتوبة بخط عريض إلى موضع القطب) (تشير السباقات المائلة إلى أسرع لفة)
| عام      | مشارك                | 1          | 2           | 3       | 4       | 5          | 6          | 7           | 8          | 9          | 10          | 11          | 12         | 13         | 14          | 15         | 16          | 17      | 18      | 19      | 20      | 21      | 22      | DC   | نقاط |
| -------- | -------------------- | ---------- | ----------- | ------- | ------- | ---------- | ---------- | ----------- | ---------- | ---------- | ----------- | ----------- | ---------- | ---------- | ----------- | ---------- | ----------- | ------- | ------- | ------- | ------- | ------- | ------- | ---- | ---- |
| 2005–06 ‏ | فريق أي وان اللبناني | GBR SPR PO | GBR FEA PO  | GER SPR | GER FEA | POR SPR 18 | POR FEA 11 | AUS SPR Ret | AUS FEA 12 | MYS SPR    | MYS FEA     | UAE SPR Ret | UAE FEA 16 | RSA SPR 17 | RSA FEA Ret | IDN SPR 17 | IDN FEA Ret | MEX SPR | MEX FEA | USA SPR | USA FEA | CHN SPR | CHN FEA | 23rd | 0    |
| 2006–07 ‏ | فريق أي وان اللبناني | NED SPR 16 | NED FEA Ret | CZE SPR | CZE FEA | CHN SPR 19 | CHN FEA 13 | MYS SPR     | MYS FEA    | IDN SPR 19 | IDN FEA Ret | NZL SPR     | NZL FEA    | AUS SPR    | AUS FEA     | RSA SPR    | RSA FEA     | MEX SPR | MEX FEA | CHN SPR | CHN FEA | GBR SPR | GBR SPR | 23rd | 0    |

## روابط خارجية
- باسل شعبان على موقع DriverDB.com (الإنجليزية)

- الموقع الرسمي
- إحصائيات الوظائف في قاعدة بيانات السائق